# NASCAR Strictly Stock Series 1949
De NASCAR Strictly Stock Series 1949 was het eerste seizoen van het belangrijkste NASCAR kampioenschap dat in de Verenigde Staten gehouden wordt. Het seizoen startte op 19 juni en eindigde op 26 oktober met de Wilkes 200. Het kampioenschap werd gewonnen door Red Byron.

## Races
Top drie resultaten.
| ' | Datum  | Race       | Circuit                   | Winnaar       | Tweede        | Derde          |
| 1 | 19-jun | Race 1     | Charlotte Speedway1       | Jim Roper     | Fonty Flock   | Red Byron      |
| 2 | 10-jul | Race 2     | Daytona Beach2            | Red Byron     | Tim Flock     | Frank Mundy    |
| 3 | 7-aug  | Race 3     | Occoneechee Speedway      | Bob Flock     | Gober Sosebee | Glenn Dunnaway |
| 4 | 11-sep | Race 4     | Langhorne Speedway3       | Curtis Turner | Bob Flock     | Red Byron      |
| 5 | 18-sep | Race 5     | Hamburg Speedway4         | Jack White    | Ray Erickson  | Billy Rafter   |
| 6 | 25-sep | Race 6     | Martinsville Speedway     | Red Byron     | Lee Petty     | Ray Erickson   |
| 7 | 2-okt  | Race 7     | Heidelberg Raceway5       | Lee Petty     | Dick Linder   | Bill Rexford   |
| 8 | 26-okt | Wilkes 200 | North Wilkesboro Speedway | Bob Flock     | Lee Petty     | Fonty Flock    |

- 1 Op de Charlotte Speedway in Charlotte werden 1949 en 1956 twaalf races gehouden.
- 2 Op het strand en wegcircuit van Daytona Beach werden tussen 1949 en 1958 tien races gehouden.
- 3 Op de Langhorne Speedway in Langhorne werden tussen 1949 en 1957 zeventien races gehouden.
- 4 Op de Hamburg Speedway in Hamburg, New York werd in 1949 en 1950 een race gehouden.
- 5 Op de Heidelberg Raceway in Pittsburgh werden tussen 1949 en 1960 vier wedstrijden gehouden.

## Eindstand - Top 10
| 1  | Red Byron      | 842 |
| 2  | Lee Petty      | 725 |
| 3  | Bob Flock      | 704 |
| 4  | Bill Blair     | 567 |
| 5  | Fonty Flock    | 554 |
| 6  | Curtis Turner  | 430 |
| 7  | Ray Erickson   | 422 |
| 8  | Tim Flock      | 421 |
| 9  | Glenn Dunnaway | 384 |
| 10 | Frank Mundy    | 370 |